# Mike Moh
Pour les articles homonymes, voir Moh.
Mike Moh, né le 19 août 1983 à Atlanta, est un acteur, cascadeur et artiste martial américain.

## Biographie
Mike Moh naît à Atlanta dans l'État de Géorgie de parents coréens. Il grandit à Saint Paul dans le Minnesota. Il y fréquente la Carlson School of Management (en) et l'université du Minnesota où il obtient un diplôme en business marketing.
Il pratique plusieurs arts martiaux comme le taekwondo, le wushu, le KAE, kyokushinkai, le wing chun, le hapkido et le jeet kune do.
Fan de Jackie Chan, il part travailler comme cascadeur à Hong Kong et obtient un petit rôle dans le film L'Expert de Hong Kong en 2006. Mike Moh retourne ensuite à Los Angeles et tourne plusieurs publicités, séries et films. Dès 2013, il part vivre dans le Midwest et ouvre son école Moh's Martial Arts à Madison dans le Wisconsin. En 2014, il incarne Ryu dans la web-série en 12 épisodes Street Fighter: Assassin's Fist. Les critiques sont globalement positives, le site IGN parle même de l'une des meilleures adaptations de jeux vidéo. Il continue en parallèle de décrocher des petits rôles dans des séries télévisées comme Castle, True Blood, Empire ou encore Inhumans.
Admirateur de Bruce Lee, il est choisi par Quentin Tarantino pour l'incarner dans Once Upon a Time… in Hollywood (2019). Il apparait ensuite dans plusieurs longs métrages : Killerman de Malik Bader, Boogie d'Eddie Huang ou encore Blade of the 47 Ronin pour Netflix.
En 2023, il sera à l'affiche du film Ghosted de Dexter Fletcher.

## Filmographie
Sauf indication contraire, les informations mentionnées dans cette section peuvent être confirmées par la base de données cinématographiques IMDb,  présente dans la section « Liens externes ».

### Cinéma
- 2006 : L'Expert de Hong Kong (Rob-B-Hood 寶貝計劃) de Benny Chan
- 2009 : Underground Street Flippers (court métrage) d'Allen Maldonado
- 2009 : Greenside (court métrage) de Niko Pueringer : Lachlan Sims
- 2009 : Cut the Fat (court métrage) de Niko Pueringer : Theo
- 2014 : School Dance de Nick Cannon : Tram
- 2016 : The Man from Death (vidéofilm) de Stephen Reedy : Qing Heilong
- 2019 : Once Upon a Time… in Hollywood de Quentin Tarantino : Bruce Lee
- 2019 : Killerman de Malik Bader : Baracuta
- 2021 : Boogie d'Eddie Huang : Melvin
- 2022 : 47 Ronin - Le Sabre de la vengeance de Ron Yuan : Reo
- 2023 : Ghosted de Dexter Fletcher

### Télévision
- 2009-2010 : Kamen Rider: Dragon Knight (série TV) - 17 épisodes : Kamen Rider Axe / Danny Cho / Hunt
- 2011 : Dr House (House M.D.) (série TV) - 1 épisode : un serveur
- 2011 : Where the Road Meets the Sun
- 2011 : 2 Broke Girls (série TV) - 1 épisode : le hipster coréen
- 2012-2013 : Supah Ninjas (série TV) - 8 épisodes : un homme de main de Flint / Ishina Ninja / Raymond / le voleur
- 2014 : Castle (série TV) - 1 épisode : Lee Tong
- 2014 : True Blood (série TV) - 1 épisode : un yakuza
- 2015-2017 : Empire (série TV) - 9 épisodes : Steve Cho
- 2017 : Inhumans (série TV) - 3 épisodes : Triton

### Web-séries
- 2014 : Street Fighter: Assassin's Fist - 12 épisodes : Ryu
- 2016 : Street Fighter: Resurrection - 4 épisodes : Ryu

### Jeu vidéo
- 2022 : Shadow Warrior 3 : Lo Wang